# Philip Labonte
Philip Labonte (* 15. dubna, 1975, Chicopee, Massachusetts) je zakladatelem, textařem a zpěvákem skupiny All That Remains. Před založením skupiny byl zpěvákem skupiny Shadows Fall.

## Historie
Philipova první kapela vznikla v polovině 90. let 20. století, jmenovala se Perpetual Doom. Kapela hrála death metal a její členové byli všichni teenageři. Původní hlavní zpěvák Perpetual Doom byl Scott Estes. Potom získal pozici hlavního zpěváka Labonte, který hrál ještě na kytaru. Další členové kapely byli Ken Robert (zpěv, kytara), Bill Brault (baskytara) a Steve Gonsalves (bicí). Kapela Perpetual Doom nahrála v roce 1995 single demo se 7 písničkami s názvem Sorrow´s End.

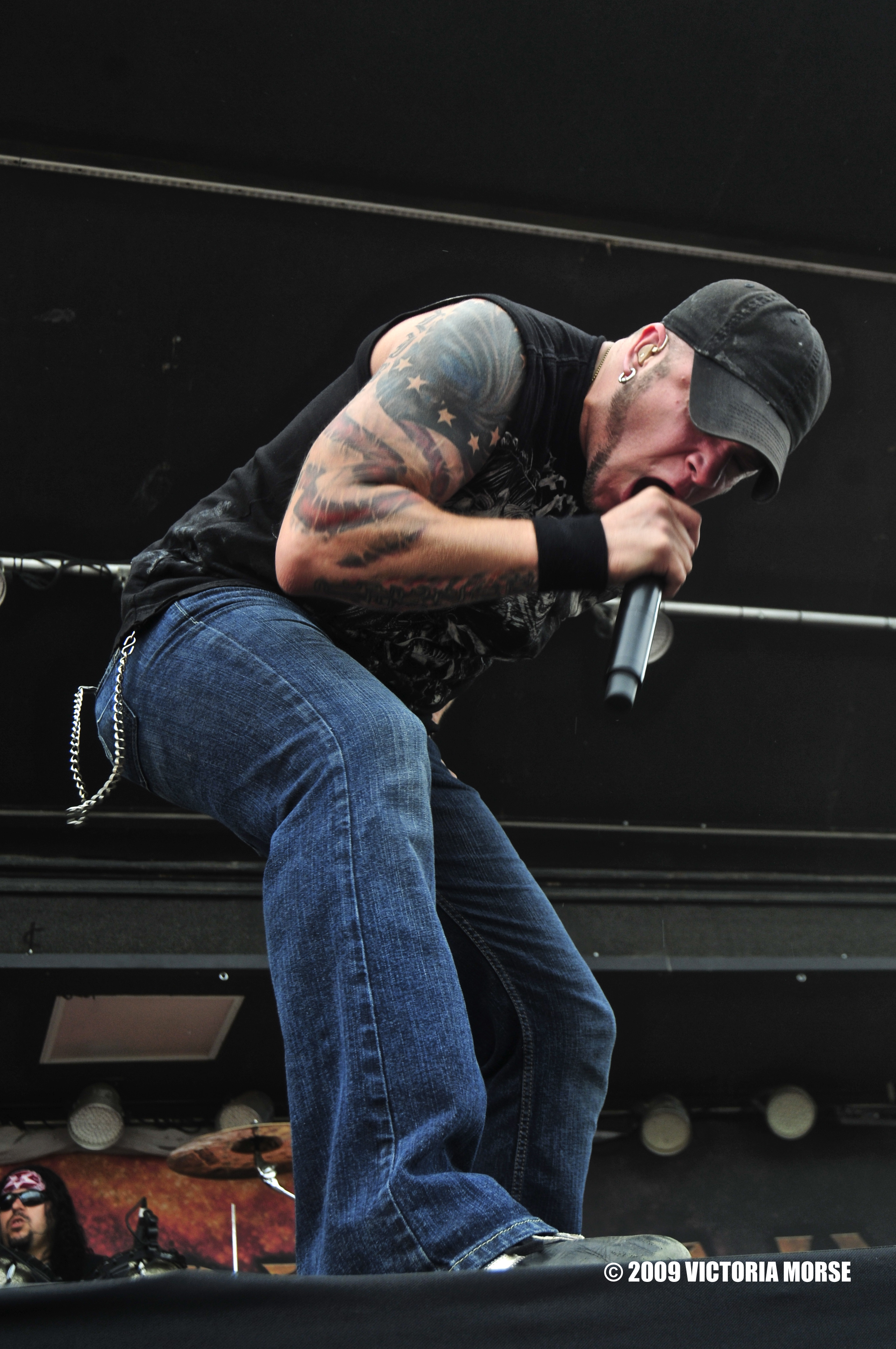
Philip Labonte, ve shodě s kapelou

Philip opustil Perpetual Doom, aby se stal hlavním zpěvákem kapely Shadows Fall. Philip již zároveň nezpíval a hrál na kytaru jako v Perpetual Doom; stal se prvním hlavním zpěvákem Shadows Fall od jejich založení do nahrání jejich debutového CD s názvem Somber Eyes to the Sky v roce 1997. Po natočení CD opustil kapelu kvůli "tvůrčím neshodám". V kapele ho nahradil Brian Fair, který je stále[kdy?] hlavním zpěvákem Shadows Fall.
V roce 1998 založil Philip Labonte vedlejší projekt s názvem All That Remains. Poté, co opustil kapelu Shadows Fall, se All That Reamins stal jeho prioritou. Jejich debutové album Behind Silence and Solitude bylo vydáno roku 2002. Zanedlouho se Philip snažil dostat do kapely Killswitch Engage, kterou opustil jejich zpěvák Jesse Leach. Nakonec jeho místo nenahradil, protože se do kapely dostal zpěvák Howard Jones. Od členů Killswitch Engage mu bylo řečeno, že byl těsně druhý, avšak Jones byl údajně mnohem lepší.
Díky lekcím zpěvu od učitelky Melissy Crossové vydal Philip Labonte v září roku 2008 s kapelou All That Remains údajně nejzdařilejší CD Overcome.